# Заречье (Псковский район)
Заречье — деревня в Тямшанской волости Псковского района Псковской области России.
Расположена в 26 км к юго-западу от центра города Пскова и в 10 км к юго-западу от деревни Тямша.

## Население
| 2001 | 2002 | 2010 |
| ---- | ---- | ---- |
| 0    | →0   | →0   |

## История
С середины XIX века началось массовое переселение эстонцев на восточный берег Чудского озера — на Гдовщину — где они обрели новую родину. В 1871 году, преимущественно из Верроского уезда, в Заречье прибыли первые эстонцы-переселенцы. К 1918 году здесь насчитывалось 62 эстонские семьи (426 человек). В то время в деревне имелись эстонская школа и лютеранский молельный дом. 31 августа 1924 года Дом просвещения в Заречье показал зрителям театральную постановку «Воры»; вырученные от продажи билетов средства пошли на ремонт школьного здания. К 1925 году в Заречье насчитывалось 25 эстонских хуторов. Здесь также располагался «красный уголок». Несмотря на русификацию, эстонцы Гдовщины сохраняли в то время элементы народной культуры, самосознание и родной язык в течение длительного времени. 11 декабря 1927 года в Заречье приехала театральная группа из Солкино и показала местным жителям пьесу «Холостяк». 25 февраля 1928 года драмкружок Заречья показал в деревне Роодна (Полновский район) пьесу «Это чьё?» (эст. «Kelle oma?»).